# An Nakahara
An Nakahara (n. 8 februarie 1969, Prefectura Okayama, Japonia) este o artistă manga japoneză. Ea și-a făcut debutul în 2001 cu Suki Suki Daisuki care constă doar dintr-un volum simplu în primii ani ai carierei sale. Ea este de asemenea cunoscută pentru munca sa cea mai de preț a seriei shojo anime/manga  Kirarin Revolution.

## Lucrări
- Suki Suki Daisuki (2001)
- Zutto Suki Suki Daisuki (2003)
- Terepari Kiss (2003)
- Ijiwaru Love Devil (2003)
- Otona ni narumon (2004)
- Kirarin Revolution (sau Kilari)(2004)
- Pinku ouji to yuutsu hime (2007)
- Kirarin Revolution : Tokubetsuhen (2007)
- Kirarin Revolution : Kirari to Akarihen (2008)
- Kururun rieru change! (2009)
- Nijiiro Prism Girl (2010)

## Legături extreme
- Blog oficial Arhivat în 26 februarie 2011, la Wayback Machine.